# 知床型給油艦
知床型給油艦（しれとこがたきゅうゆかん）は、大日本帝国海軍の給油艦。能登呂型給油艦または襟裳型給油艦とも呼ばれる。

## 概要
能登呂型給油艦として、大正6年度の八四艦隊計画で2隻、7年度の八六艦隊計画で5隻の計7隻が建造された。当初は計8隻の建造が計画されていたが、うち1隻は給糧艦として建造される事となり、給糧艦「間宮」として竣工した。能登呂型給油艦として竣工した7隻のうち、1番艦「能登呂」が後に水上機母艦となったため、一般的に知床型給油艦と呼ばれる。更に2番艦「知床」は給兵艦（戦艦用砲塔輸送艦）兼給炭艦に改装されたため、3番艦の名称から襟裳型給油艦とも呼ばれる。「佐多」は後に潜水艦救難設備を搭載している。
計画当時、大小合わせて4隻のタンカーしか所有していなかった日本海軍が初めて同型艦を多数建造した給油艦で、船体は商船式だった。当初は外国からの重油輸送に使用されたが、大正末期ごろからその任務を民間タンカーに譲り、洋上給油装置を装備して艦隊に随伴し給油を行うようになった。海軍のタンカーは民間のタンカーとは違い、同乗者の居住区画や補給用真水タンクなどがあり、補給任務にも使用出来るようになっていた。一例としては、襟裳は太平洋戦争での南方作戦時にボイラー用および内火機械用重油8,000トンと真水606トンを搭載した実績がある。

## 同型艦
竣工日（建造所）。喪失日、理由（喪失場所）
能登呂（のとろ）
1920年8月10日竣工（川崎造船所）。1934年6月1日水上機母艦へ類別変更。シンガポールで大破のまま終戦、戦後海没処分。
知床（しれとこ）
1920年9月20日竣工（川崎造船所）。1945年2月1日、爆撃により沈没着底（シンガポール）。戦後解体。
襟裳（えりも）
1920年12月16日竣工（川崎造船所）。1942年3月4日、アメリカ潜水艦S-39 (USS S-39, SS-144) の雷撃を受け沈没（ジャワ海）。戦後除籍
佐多（さた）
1921年2月24日竣工（横浜船渠）。1944年3月31日、パラオ大空襲により沈没（パラオ）。
鶴見（つるみ）
1922年3月4日竣工（大阪鉄工所）。1944年8月5日、アメリカ潜水艦セロ (USS Cero, SS-225) の雷撃を受け沈没（ミンダナオ島南方）。
尻矢（しりや）
1922年2月8日竣工（横浜船渠）。1944年9月22日、アメリカ潜水艦トリガー (USS Trigger, SS-237) の雷撃を受け沈没（台湾北方）。
石廊（いろう）
1922年3月4日竣工（大阪鉄工所）。1944年3月31日、パラオ大空襲により大破擱座、船体放棄（パラオ）。